# Dsulfiquar Katar
Der Dsulfiquar Katar (auch Jamadhar-Daulikaneh, (englisch split blade (zulfikar-) kattar)) ist ein Faustdolch  aus den Regionen Persien, Indien oder Malaysia. Das Alleinstellungsmerkmal dieser Blankwaffe ist die Aufteilung mit zwei Klingen, wie sie auch von arabischen Schwertern bekannt ist.

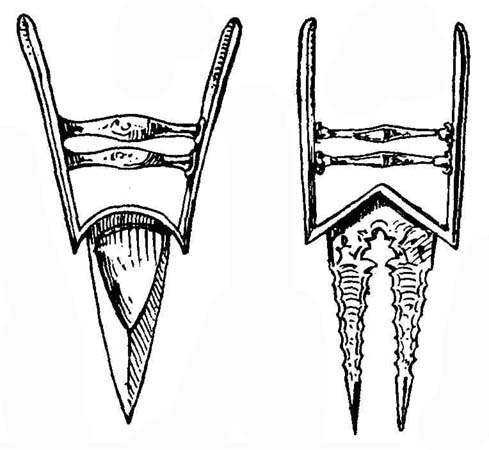
Abbildung Fig. 351 aus Wendelin Boeheim: Handbuch der Waffenkunde, Seite 303

## Beschreibung
Der Dsulfiquar Katar hat zwei gerade zweischneidige Klingen. Die Schneiden sind teilweise wellenförmig geschliffen oder auch rundlich gestaltet. Die Klinge wird vom Heft zum Ort schmaler und ist in zwei Klingenabschnitte geteilt oder gespalten. Die Ortspitzen sind kantig gearbeitet und gehärtet, um als Panzerbrecher (englisch mail piercer) dienen zu können. Das Heft ist wie bei der Katargrundform üblich gestaltet und mit zwei waagerecht angebrachten, geraden Griffstücken versehen. Als Vorbild dieser Klingenform wird das Schwert Mohammeds "Dsulfiquar" (arabisch ذو الفقار, DMG Dhū l-Fiqār oder auch Zulfiqar, Zolfaqar, Dsulfikar, Dsulfakar) angenommen. Der Dsulfiquar Katar wurde von Kriegerkasten in Indien benutzt.
Die Besonderheit des Dsulfiquar Katar ist die geteilte oder gespaltene, teils etwas gewellte/leicht gezackte Klingenform. Nachfolgend zum Vergleich einige ähnliche Varianten mit geraden Klingenformen:

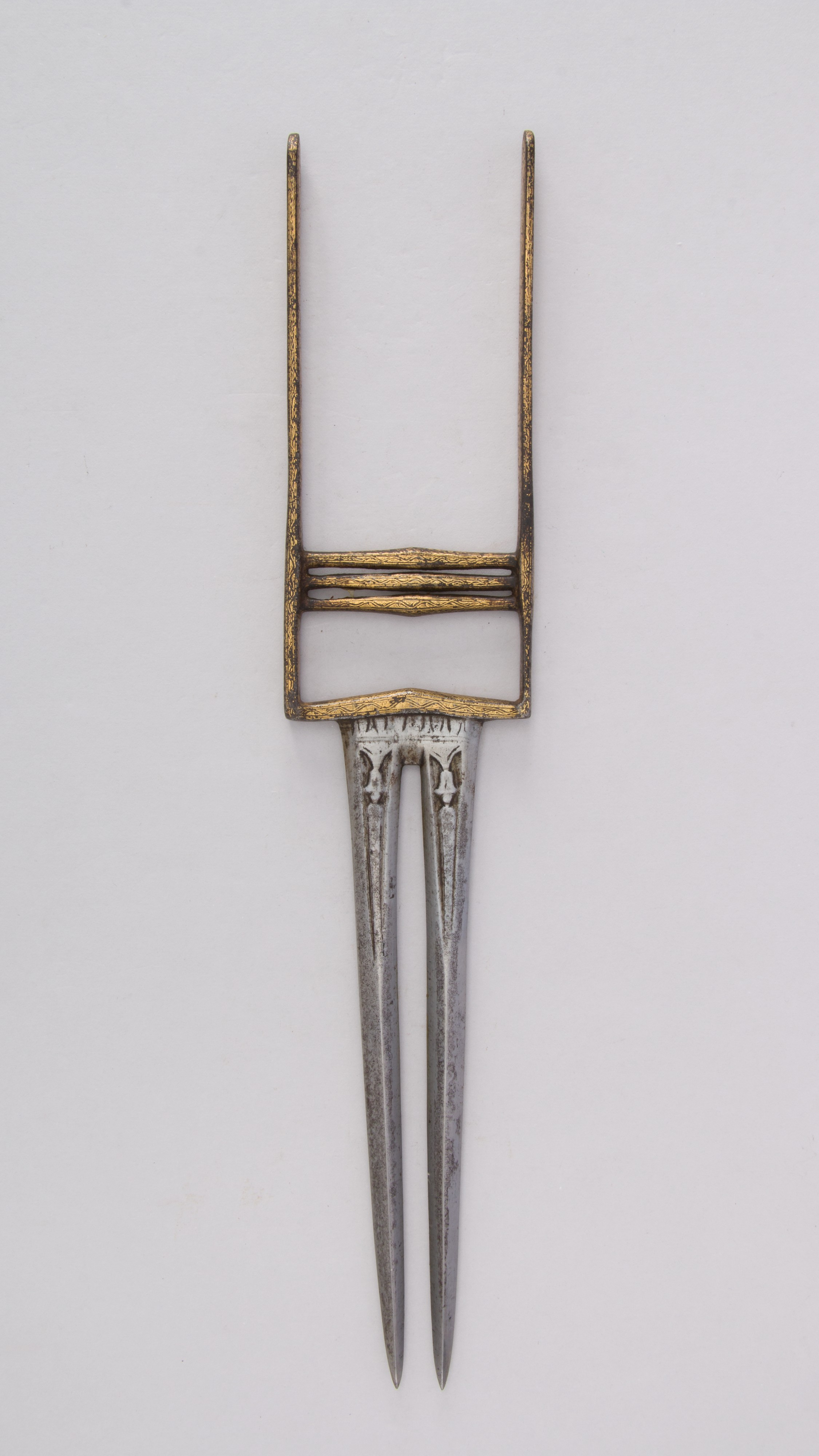
Katar mit Doppelklinge Met Inventar 36.25.916 001
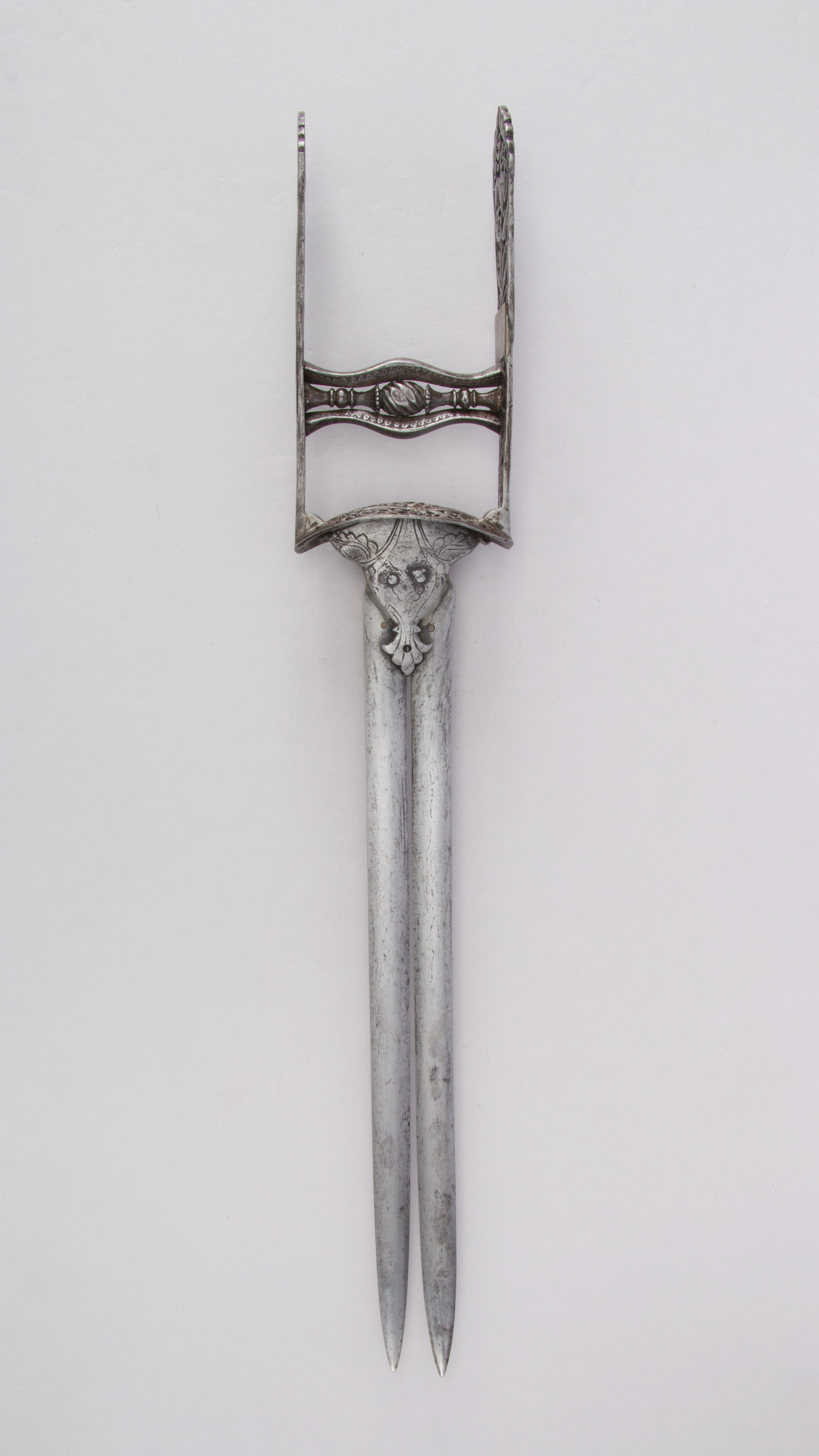
Katar mit Doppelklinge Met Inventar 36.25.915 002
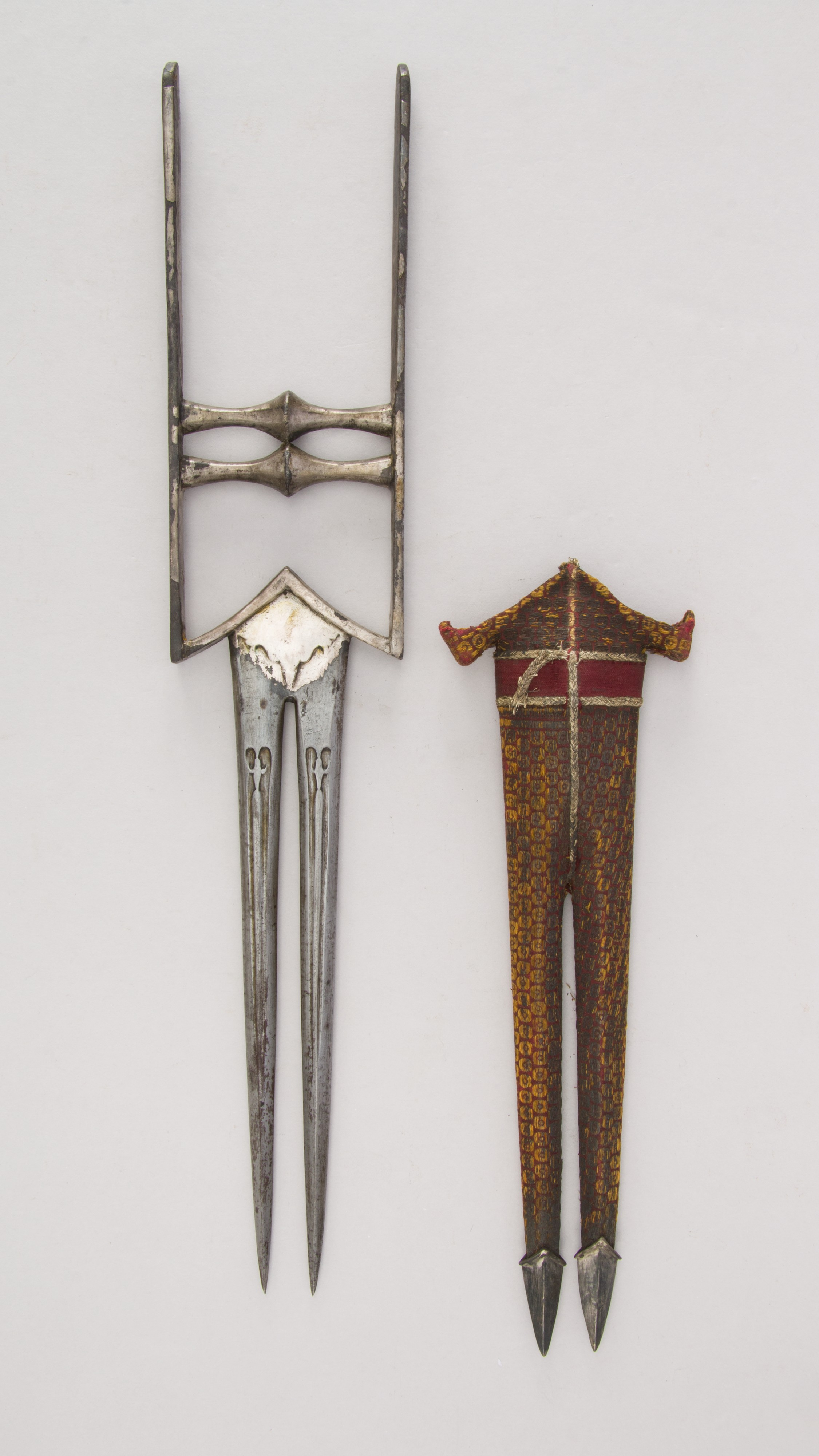
Katar mit Doppelklinge Met Inventar 36.25.1072a, b

## Varianten und Benennungen
Die Benennung des Dsulfiquar Katar ist mit der Ähnlichkeit zu gespaltenen arabischen Schwertern verbunden, die als „Dhū l-faqār“ (Dsulfiquar) bekannt sind. Neben der einfachen Grundform des Katars wurden etliche Varianten entwickelt. Tamilische Worte wie kaṭṭāri (கட்டாரி) oder kuttuvāḷ (குத்துவாள்) bedeuten in etwa Stoßklinge und werden als Ursprung des Namens Kattar angenommen. Die Benennungen gehen teilweise auf sanskritbasierte Namen zurück, die bei der Erfassung von Museumsbeständen in jeweilige Landessprachen übersetzt wurden. Im englischsprachigen Raum sind beschreibende Benennungen üblich, auf deren Basis in andere Landessprachen übersetzt wurde. Eine Übersicht bekannter Varianten findet sich in der Liste von Typen des Katar.